# Bret Michaels
Bret Michael Sychak (né le 15 mars 1963, à Butler en Pennsylvanie) est un chanteur américain, chanteur principal du groupe de rock Poison. À côté de sa carrière avec le groupe, il a plusieurs albums solo à son actif. Il est également apparu dans le réalité show Rock of Love with Bret Michaels de la chaîne VH1 et en tant que jury de l'émission Nashville Star.
Il a aussi fait une apparition dans le film American Pie 7 : Les Sex Commandements (American Pie 7 : The Book of Love, en version originale) où il incarne, dans son propre rôle, l'un des hommes ayant participé à la rédaction de "La" Bible. Il a eu deux enfants avec Kristi Lynn Gibson : Raine Elizabeth Sychak née en mai 2000 et Jorja Bleu Sychak en mai 2005.

## Carrière
En 1983, Michaels forme le groupe Poison dans sa Pennsylvanie natale, en compagnie du batteur Rikki Rockett et du bassiste Bobby Dall, ainsi qu'un guitariste, Matt Smith, dont la présence au sein de l'ensemble sera éphémère. En quête de célébrité, la nouvelle formation embarque pour Los Angeles en 1984, souhaitant profiter de l'essor de la scène glam rock californienne de l'époque. Cette recherche de la célébrité reviendra plus tard dans certaines de leurs chansons, dont "Fallen Angel" en 1988.
A Los Angeles, le trio recrute un nouveau guitariste, C.C. DeVille. L'association de ce New-Yorkais d'origine avec Bret Michaels fera la pluie et le beau temps au sein du groupe. Michaels et DeVille se disputent à plusieurs reprises au sujet de leur consommation de drogues, et cette tension rejaillit souvent sur scène, pendant des tournées ou concerts live. C'est ainsi qu'en 1991, une altercation en coulisses entre les deux hommes débouchera sur le départ du guitariste.
Mais à leur meilleur niveau, Bret Michaels et C.C. DeVille sont aussi de formidables compositeurs et musiciens. En compagnie de Rockett et Dall, ils coécrivent et composent les chansons des deux albums qui rendront célèbres Poison, Look What the Cat Dragged In et Open Up and Say... Ahh!. Le groupe enchaîne les tubes, tels que l'inoubliable "I Won't Forget You" (#13 aux États-Unis en 1986-87), "Fallen Angel" (#12 en 1988) et leur premier hit qui atteindra le sommet des charts à la fin de 1988, "Every Rose Has Its Thorn".
À la fin des années 1990, Michaels se lancera dans une carrière solo qui sera loin d'atteindre les mêmes sommets que Poison.

## Post-carrière
Après avoir fait profil bas pendant une dizaine d'années, Bret Michaels émerge de nouveau à partir de 2008, à travers des apparitions dans des émissions de télé-réalité. Mais c'est en 2010 qu'il reviendra en grâce aux yeux de ses compatriotes. Entre le 12 avril et le 20 mai de cette année, le chanteur est hospitalisé à trois reprises pour trois incidents différents. Le 12 avril, souffrant de douleurs à l'estomac, il doit subir d'urgence une ablation de l'appendice. Les 21 et 22 avril, il est atteint de douleurs extrêmement puissantes à la tête; les médecins découvrent qu'il a subi une hémorragie massive au niveau des membranes entourant le cerveau. Le 20 mai, alors qu'on le croit sorti d'affaire, il est réadmis à l'hôpital pour des problèmes cardiaques.
L’Amérique redécouvre alors un personnage oublié qui révèle sa grande force de combativité face à tant de malheurs. En outre, Michaels souffre depuis son enfance du diabète de type 1, diagnostiqué alors qu'il n'avait que six ans. À la suite de sa guérison, il multiplie les apparitions à la télévision, ce qui lui redonne de la visibilité auprès de ses compatriotes. C'est ainsi qu'il annonce son intention d'épouser Kristi Lynn Gibson, qui partage sa vie depuis 1993, et avec laquelle il a eu deux enfants.
Son humour et son enthousiasme infaillibles face au mauvais sort lui permettent d'effacer l'image de rockeur « lightweight » qui lui était collée depuis les années 1980. Dans un pays qui aime les histoires qui se finissent bien, il devient un héros national, un symbole du rêve américain car il a surmonté bien des obstacles grâce à sa détermination.
En 2010 il accepte de participer à l'émission de télé-réalité de Donald Trump The Celebrity Apprentice 3 sur NBC. Pour l'occasion il est en compétition avec 13 autres célébrités dont l'actrice Holly Robinson Peete, la chanteuse Cyndi Lauper et l'homme politique Rod Blagojevich. Il est déclaré vainqueur au 11e épisodes par Trump et son équipe.
En 2013 il accepte de revenir dans la compétition de The Celebrity Apprentice pour la saison 6 (13e saison du format The Apprentice US) qui est une version All-Star. Parmi les 13 autres célébrités qui reviennent on ne retrouve personne de sa saison d'origine. Mais il y a entre autres la chanteuse La Toya Jackson, l'acteur Stephen Baldwin, l'ancien basketteur Dennis Rodman et la playmate Playboy 2001 Brande Roderick. Il est viré par Trump et son équipe au premier épisode. 

## Discographie (Poison)

### Albums studio
- 1986 : Look What the Cat Dragged In
- 1988 : Open Up and Say... Ahh!
- 1990 : Flesh and Blood
- 1993 : Native Tongue
- 2000 : Crack a Smile...and More!
- 2000 : Power to the People
- 2002 : Hollyweird
- 2007 : Poison'd!

### Live
- 1991 : Swallow This Live
- 2006 : Great Big Hits Live! Bootleg
- 2008 : Live, Raw & Uncut

### Compilations
- 1996 : Greatest hits 1986-1996
- 2000 : Crack a Smile... And More (enregistré en 1996)
- 2006 : The Best Of Poison: 20 Years Of Rock

## Filmographie
| Year | Title                                           | Rôle/Notes                                                |
| ---- | ----------------------------------------------- | --------------------------------------------------------- |
| 1994 | Burke's Law                                     | Série télévisée, 1 épisode                                |
| 1994 | In God's Hands                                  |                                                           |
| 1998 | A Letter from Death Row (en)                    |                                                           |
| 1998 | The World's Greatest Magic 5                    |                                                           |
| 1998 | No Code of Conduct                              | director                                                  |
| 1999 | High Tension, Low Budget                        | Documentary (The Making of a Letter from Death Row)       |
| 1999 | Martial Law                                     | Série télévisée, 1 épisode                                |
| 1999 | Behind the Music: Poison                        |                                                           |
| 2002 | The Making of Bret Michaels                     | Documentary                                               |
| 2003 | Yes, Dear                                       | Série télévisée                                           |
| 2005 | Nashville Star                                  | Série télévisée, saison 3                                 |
| 2007 | Rock of Love with Bret Michaels                 | Série télévisée                                           |
| 2008 | Rock of Love 2                                  | Série télévisée                                           |
| 2008 | Don't Forget The Lyrics                         | Fox TV                                                    |
| 2008 | Ellen-Fox Shows                                 | February 14, 2008                                         |
| 2008 | Saturday Night Live                             |                                                           |
| 2008 | VH1's "100 Greatest Hard Rock Songs             | Invité (Spécial 5 parties ; Décembre 2008 – Janvier 2009) |
| 2009 | Rock of Love Bus with Bret Michaels             | Série télévisée                                           |
| 2009 | E True Hollywood Story: Bret Michaels           |                                                           |
| 2009 | The Penguins of Madagascar                      | singing "Wheels of Thunder" in Little Zoo Coupe           |
| 2009 | Behind the Music: Bret Michaels                 |                                                           |
| 2009 | American Pie Présente : Les Sex Commandements   | as himself                                                |
| 2010 | The Celebrity Apprentice (en)                   | as himself                                                |
| 2010 | Bret Michaels: Life As I Know It                | as himself                                                |
| 2011 | Extreme Makeover: Home Edition                  | as himself                                                |
| 2012 | The High Fructose Adventures of Annoying Orange | as himself                                                |
| 2013 | The Celebrity Apprentice: All-Stars             | as himself                                                |
| 2013 | Rock My RV                                      | as himself                                                |
| 2013 | Full Throttle Saloon                            | as himself                                                |
| 2014 | Revolution                                      | Season 2, Ep. 13 as himself                               |
| 2017 | Sharknado 5: Global Swarming                    | as himself                                                |

### Clips vidéo
| Year | Song                                                               | Director                               | Notes                                                                            |
| ---- | ------------------------------------------------------------------ | -------------------------------------- | -------------------------------------------------------------------------------- |
| 2003 | "Raine"                                                            | Shane Stanley                          |                                                                                  |
| 2003 | "Menace to Society"                                                | Bret Michaels                          | Live montage video                                                               |
| 2005 | "All I Ever Needed"                                                | Christie Cook                          | 2nd version with Iraq footage released in 2008                                   |
| 2008 | "Go That Far" (Rock of Love theme)"                                | Shane Stanley                          | 3 versions – with Rock of Love clips, with live clips and standard with no clips |
| 2008 | "Fallen"                                                           | Shane Stanley                          | 2 versions – with and without Rock of Love clips                                 |
| 2008 | "Driven (Rock Mix)"                                                | Shane Stanley                          | cut and uncut versions                                                           |
| 2010 | "Riding Against the Wind" (Bret Michaels: Life As I Know It Theme) | Shane Stanley                          |                                                                                  |
| 2010 | "What I Got"                                                       | Bret Michaels                          |                                                                                  |
| 2011 | "Hit and Roll" (Top Gear (U.S. TV series) Theme)                   | Jingle Punks Music                     |                                                                                  |
| 2012 | "Get Your Rock On"                                                 |                                        |                                                                                  |
| 2012 | "Get Your Ride On" (AMA Supercross Theme)                          |                                        |                                                                                  |
| 2012 | "The App Song"                                                     |                                        | Video Montage                                                                    |
| 2014 | "A Beautiful Soul"                                                 |                                        |                                                                                  |
| 2015 | "Girls on Bars"                                                    | Damien Christian D'Amico/Bret Michaels |                                                                                  |

### Réalisateur
- 1998 : Onde de choc (No Code of Conduct) (TV)
- 1998 : Le Couloir de la mort (A Letter from Death Row)
- 1999 :  High Tension, Low Budget (The Making of a Letter from Death Row) (documentaire)